# Monhystera subfiliformis
Monhystera subfiliformis är en rundmaskart som beskrevs av Nathan Augustus Cobb 1918. Monhystera subfiliformis ingår i släktet Monhystera och familjen Monhysteridae. Inga underarter finns listade i Catalogue of Life.